# Meliosma echeverryana
Meliosma echeverryana är en tvåhjärtbladig växtart som beskrevs av J. Cuatrec. Meliosma echeverryana ingår i släktet Meliosma och familjen Sabiaceae. Inga underarter finns listade.